# Абиев, Джейхун
Джейхун Абиев (род. 24 октября 1974, Баку, Азербайджанская ССР) — азербайджанский боксёр-любитель, член олимпийской сборной Азербайджана 2004 года.
Является одиннадцатикратным чемпионом Азербайджана, обладая рекордным достижением в истории национального бокса.
Чемпион мира среди военнослужащих (2008) и бронзовый призёр Всемирных игр военнослужащих (2003) и, в составе сборной страны, Кубков мира 2005 и 2006 годах.